# Harpactea minoccii
Harpactea minoccii es una especie de arañas araneomorfas de la familia Dysderidae.

## Distribución geográfica
Es endémica del sudoeste de la península ibérica (España y Portugal).